# العلاقات الروسية الليختنشتانية
العلاقات الروسية الليختنشتانية هي العلاقات الثنائية التي تجمع بين روسيا وليختنشتاين.

## مقارنة بين البلدين
هذه مقارنة عامة ومرجعية للدولتين:
| وجه المقارنة                                              | روسيا                                   | ليختنشتاين                                 |
| --------------------------------------------------------- | --------------------------------------- | ------------------------------------------ |
| المساحة (كم2)                                             | 17.08 مليون                             | 16                                         |
| عدد السكان (نسمة)                                         | 146.80 مليون                            | 37.47 ألف                                  |
| الكثافة السكانية (ن./كم²)                                 | 8.59                                    | 234.19 ألف                                 |
| العاصمة                                                   | موسكو                                   | فادوتس                                     |
| اللغة الرسمية                                             | اللغة الروسية                           | اللغة الألمانية                            |
| العملة                                                    | روبل روسي                               | فرنك سويسري                                |
| الناتج المحلي الإجمالي (بليون دولار)                      | 1.58 تريليون                            | 6.29 مليار                                 |
| الناتج المحلي الإجمالي (تعادل القوة الشرائية) بليون دولار | 3.69 تريليون                            |                                            |
| الناتج المحلي الإجمالي الاسمي للفرد دولار أمريكي          | 9.09 ألف                                |                                            |
| الناتج المحلي الإجمالي للفرد دولار أمريكي                 |                                         |                                            |
| مؤشر التنمية البشرية                                      | 0.798                                   | 0.908                                      |
| رمز المكالمات الدولي                                      | +7                                      | +423                                       |
| رمز الإنترنت                                              | .ru، .рф، .рус ‏، .su                    | .li                                        |
| المنطقة الزمنية                                           | Magadan Time ‏، ت ع م+02:00، ت ع م+12:00 | توقيت وسط أوروبا، ت ع م+01:00، ت ع م+02:00 |

## منظمات دولية مشتركة
يشترك البلدان في عضوية مجموعة من المنظمات الدولية، منها:
| علم المنظمة | اسم المنظمة                    | تاريخ انضمام روسيا | تاريخ انضمام ليختنشتاين |
| ----------- | ------------------------------ | ------------------ | ----------------------- |
|             | الاتحاد البريدي العالمي        | ?                  | ?                       |
|             | منظمة حظر الأسلحة الكيميائية   | ?                  | ?                       |
|             | منظمة التجارة العالمية         | 22 أغسطس 2012      | ?                       |
|             | الأمم المتحدة                  | 24 أكتوبر 1945     | 18 سبتمبر 1990          |
|             | منظمة الشرطة الجنائية الدولية  | 27 سبتمبر 1990     | ?                       |
|             | الاتحاد الدولي للاتصالات       | 1866               | 25 يوليو 1963           |
|             | مجلس أوروبا                    | 28 فبراير 1996     | ?                       |
|             | منظمة الأمن والتعاون في أوروبا | 1992               | 25 يونيو 1973           |

## وصلات خارجية
- موقع وزارة الخارجية الروسية